# Eupetinus impressus
Eupetinus impressus är en skalbaggsart som först beskrevs av Sharp 1878.  Eupetinus impressus ingår i släktet Eupetinus och familjen glansbaggar.

## Underarter
Arten delas in i följande underarter:
- E. i. impressus
- E. i. dimidiatus